# La Chaux (Saona i Loara)
Chaux – miejscowość i gmina we Francji, w regionie Burgundia-Franche-Comté, w departamencie Saona i Loara.
Według danych na rok 1990 gminę zamieszkiwało 288 osób, a gęstość zaludnienia wynosiła 26 osób/km² (wśród 2044 gmin Burgundii Chaux plasuje się na 625. miejscu pod względem liczby ludności, natomiast pod względem powierzchni na miejscu 857.).